# Sura distrikt
Sura distrikt är från 2016 ett distrikt i Surahammars kommun och Västmanlands län.
Distriktet ligger i och omkring Surahammar.

## Tidigare administrativ tillhörighet
Distriktet inrättades 2016 och utgörs av socknen Sura i Surahammars kommun.
Området motsvarar den omfattning Sura församling hade vid årsskiftet 1999/2000.